# Schauenburg (ruiny zamku we Friedrichroda)

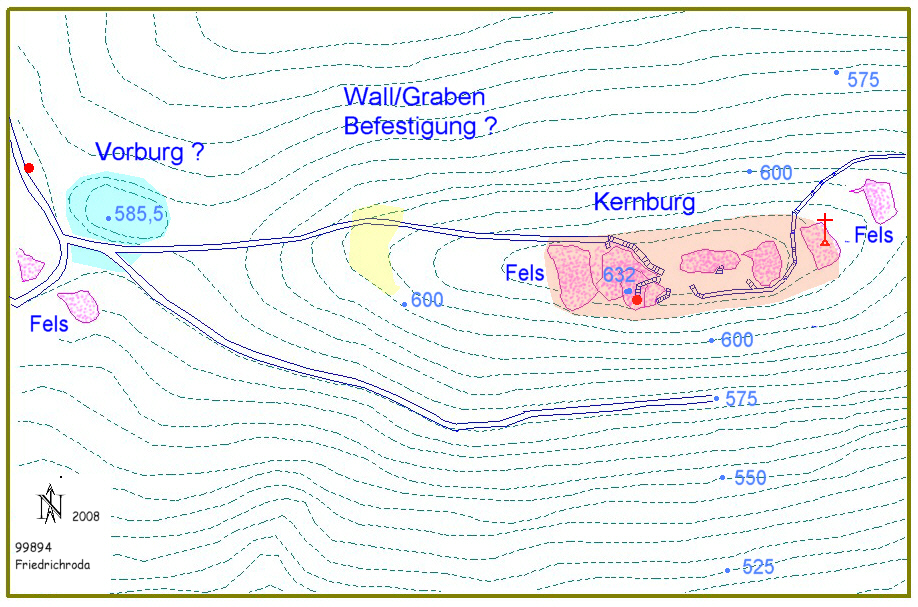
Plan zamku

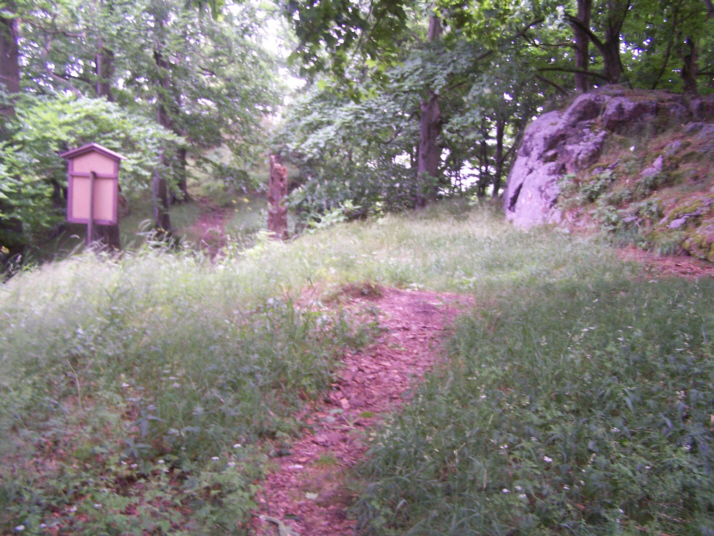
Centrum ruin

Schauenburg – zamek istniejący od XI do XIII w. na północnej krawędzi Lasu Turyńskiego, obecnie w mieście Friedrichroda w Niemczech (kraj związkowy Turyngia, powiat Gotha). Obecnie zachowały się jedynie niewielkie pozostałości dawnego założenia.

## Historia
Zamek Schauenburg został wzniesiony ok. 1044 roku przez Ludwika Brodatego, protoplastę rodu Ludowingów, przyszłych landgrafów Turyngii. Stanowił siedzibę rodową, ale została ona z czasem przeniesiona do ufundowanego przez Ludwika Skoczka zamku Wartburg. W 1114 roku Schauenburg od Skoczka nabyło założone także przez niego w pobliżu opactwo Reinhardsbrunn. Z czasem jednak zamek, miast być ochroną dla klasztoru, miał stać się siedzibą raubritterów. Z tego powodu miał zostać w 1265 roku zdobyty i zniszczony.